# Св. св. Константин и Елена (Синаговци)
Вижте пояснителната страница за други значения на Св. св. Константин и Елена.
„Св. св. Константин и Елена“ е православна църква във видинското село Синаговци, България.
Църквата е построена в 1885 година в центъра на Синаговци с дарения от местното население и е обявен за културен паметник.
Според надписа на фасадата майстор е дебърският майстор Христо Каратодоров от Росоки.